# کارلوس ژیمنز
کارلوس ژیمنز (انگلیسی: Carlos Giménez؛ زادهٔ ۱۸ فوریهٔ ۲۰۰۳) بازیکن فوتبال اهل اسپانیا است که در حال حاضر برای باشگاه فوتبال اتلتیکو مادرید بی بازی می‌کند. 